# Tewantin
Tewantin è una città dello Stato di Queensland, in Australia.
Fa parte dell'area di Noosa, di cui è il principale insediamento. Il nome Tewantin è la versione europea del nome aborigeno dell'area, Tauwathan, che significa "luogo degli alberi morti".

## Storia
Fino a metà del XIX secolo, Tewantin era un piccolo sobborgo la cui economia era basata sul legname, sulla pesca e sulla ricerca dell'oro. Nel 1869 divenne poi il principale porto per l'area di Noose.

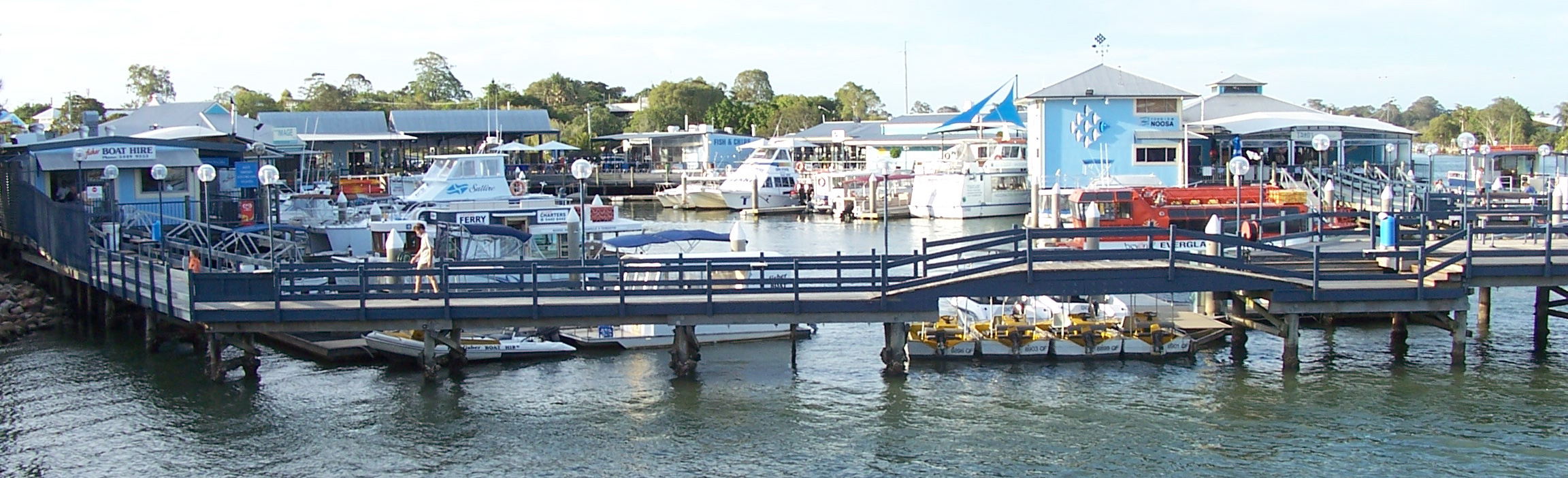
Immagine del porto